# 부다페스트 지하철

부다페스트 지하철 로고

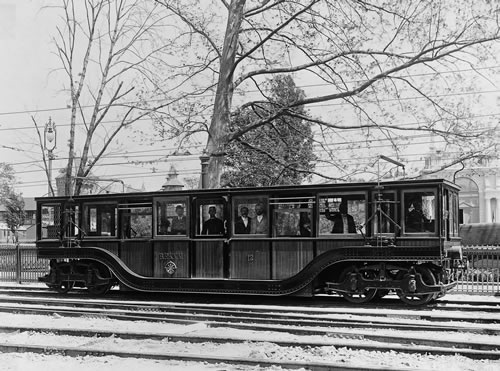
1896년 개통 당시에 촬영한 부다페스트 지하철 전동차의 모습

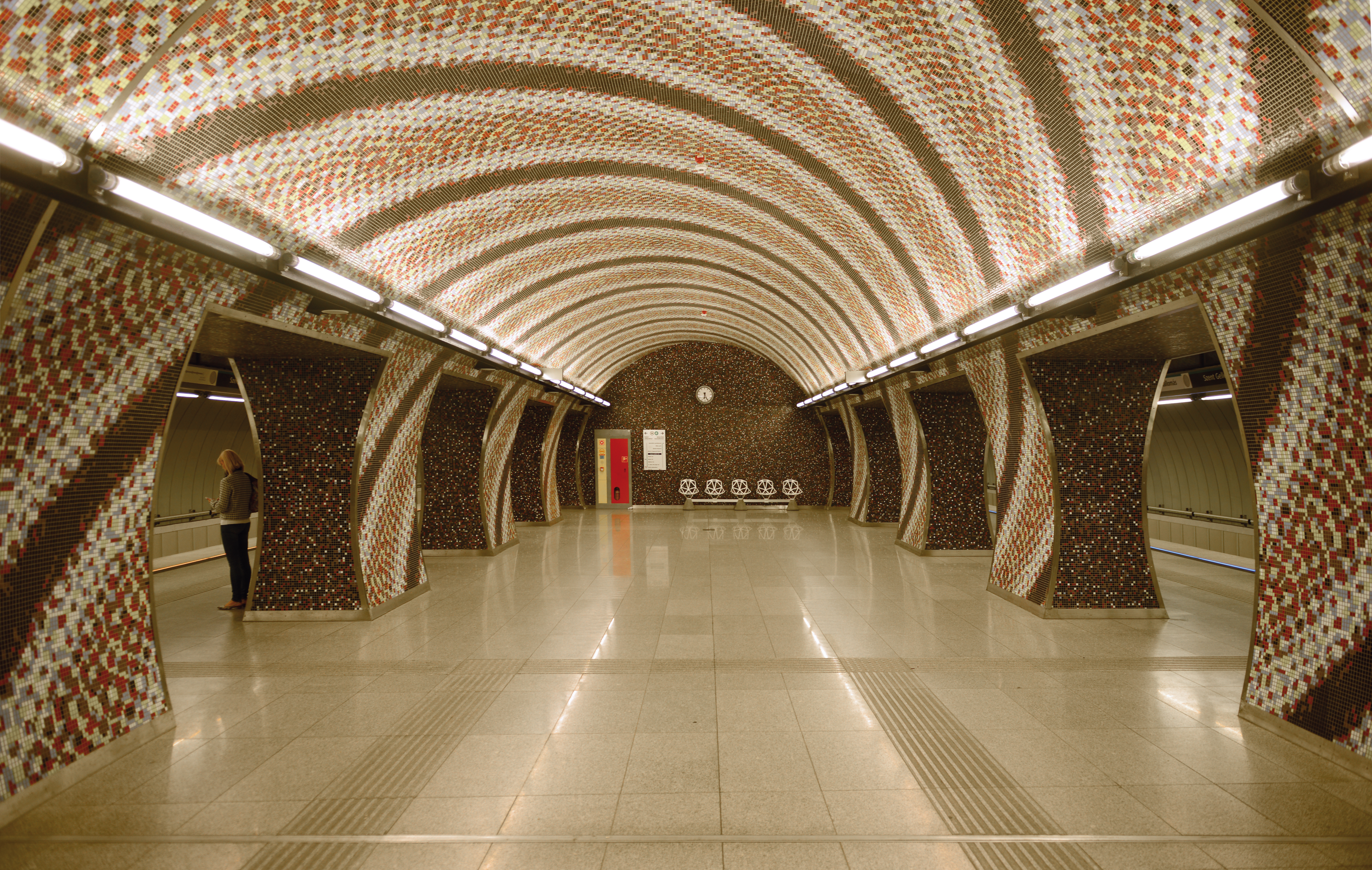
Szent Gellért tér 2014

부다페스트 지하철(헝가리어: Budapesti metró 부더페슈티 메트로[*], 영어: Budapest Metro)은 헝가리의 수도 부다페스트의 지하철이며, BKV (부다페스트 운송 회사)에 의해 운영되고 있다. 4개 노선이 각각 노선 번호 및 라인 컬러로 구분되어 있다. 4호선이 2014년에 개통하였고, 또한 5호선 계획도 구체화되고 있다. 지하철 1호선은 세계에서 런던, 이스탄불에 이어 세 번째로 영업을 개시한 지하철이고, 전기로 운전되는 지하철로서는 세계 최초이다.
지하철로는 세계 최초로 UNESCO 세계문화유산에 등재되었다(2002년) .

## 역사
시내의 교통을 용이하게 할 목적으로 철도교통 수단의 건설이 계획되었다. 그러나, 언드라시 거리의 노면 위에 이를 건설하는 것은 반대 의견에 부딪혀, 1870년에 국민의회에 의해 지하철로서 건설되는 계획이 통과되었다. 그 뒤, 1894년에 독일의 지멘스 사에 의해 건설이 개시되어, 최신의 기계와 2천명의 노동자에 의해, 2년이 채 안되어 1호선이 완성하였다. 그 부분은 완전하게 표면부터 개삭식(開削式)공법에 의해 건설되었다. 헝가리인의 판노니아 평원 정복·정착 1천년 기념 축제에 맞추어 1896년 5월 2일에 완성하였다. 노선은 언드라시 거리를 따라, 남서쪽의 뵈뢰슈머르치 광장부터 북동쪽의 버로슬리게트의 남서쪽까지 북동 방향으로 달린다. 종점은 동물원이었으나, 현재는 이전하였다. 당초의 역은 11개 있었고, 그 중 9개가 지하, 2개가 지상에 있었다. 노선의 길이는 3.7 km였다. 열차는 2분 간격으로 달렸고, 하루 수송능력은 3만5천명이었다. (현재는 평일 10만3천명)
그 후, 1895년에는 남북방향 및 동서방향으로 두 개의 지하철 노선이 계획되었다. 현재의 2호선의 최초의 계획은 1942년에 세워지고, 의회에 의해 1950년에 건설을 위한 법령이 제정되었다. 2호선은 당초 동역과 남역을 연결하는 것으로 계획되었다. 1955년 개업할 예정이었으나, 재정 및 정치상의 이유로, 1954년부터 1963년까지 공사가 중단되었다. 최종적으로는 1970년 4월 4일 (당시 공산당의 휴일)에 7개의 역이 개업하였다. 이 노선은 동서 방향으로 달려, 현재까지도 도나우강을 건너 부더 지구까지 도달하는 유일한 노선이다. 1호선과는 데아크페렌츠광장역(Deák Ferenc tér)에서 접속하고, 그 후 3호선도 같은 역에서 접속하는 것으로 되었다. 1호선은 1970년부터 1973년까지 운행 차량을 교체하는 등 완전히 탈바꿈하였다. 이때, 종래의 좌측통행에서 다른 노선과 마찬가지로 우측통행으로 변경되었다. 1973년에 2개의 노선이 연장되어(1호선은 1개역, 2호선은 4개역), 현재의 노선 길이(1호선 4.4 km, 2호선 10.3 km)에 달하였다. 1973년에는 부다페스트 교통회사 (BKV, Budapesti Közlekedési Zrt.)가 운영을 이어받아, 현재에도 지하철을 이를 계속 운영하고 있다. 1976년에, 3호선의 최초의 구간이 개업한 때에 호선별 색상이 도입되어, 1호선이 노랑, 2호선이 빨강, 3호선이 파랑으로 결정되었다. 또한, 부다페스트 주변의 교외철도에 녹색이 사용되었다.
3호선에 관한 최초의 법령은 1963년에 제정되어, 1970년에 건설 개시, 1976년에 최초의 6개역 구간이 개업하였다. 그 뒤, 1980년에 남쪽의 5개역 구간, 1981년·1984년·1990년에 걸쳐 북쪽의 9개역 구간이 개업하여, 부다페스트에서 가장 긴 현재의 20역, 17km가 완성되었다. 3호선은 남북 방향 (정확히는 북북동부터 남동 방향)을 잇는다.
1980년대부터 90년대에 걸쳐, 1호선은 대폭적인 개수가 이루어졌다. 11개역 중 8개역이 옛 모습으로, 3개역이 재건되었다. 천년제(千年祭)시대가 연상되도록, 걸상·벤치·나무 창·조명이 설치되었다. 각 역은 사진과 정보를 제공하는 작은 박물관이 되도록 하였다. 데아크 페렌츠 광장(Deák Ferenc tér)의 지하 통로에 옛 자료를 볼 수 있는 지하철박물관이 있다.
2002년에는, 이미 세계유산이 된 바 있는 "부다페스트, 도나우 강안과 부다성"을 확대등록하는 형태로, "언드라시 거리와 그 지하"（Andrássy Avenue and the Underground, 세계유산 ID400-002)의 일부로서 세계유산에 등록되었다. 등록된 이유는, 그 장소가 인류의 기술적 진보의 우월성을 입증한 것으로 평가되었기 때문이다. 그러므로, 이 세계유산을 "산업"유산으로 분류하는 전문가도 있다.

## 운행 노선
- 1호선 (노랑): 뵈뢰슈머르치 광장 역(Vörösmarty tér) ~ 멕시코 거리 역(Mexikói út), 4.2km (11개 역, 1896년 개통)
- 2호선 (빨강): 남부다페스트 역(Déli pályaudvar) ~ 외르시 베제르 광장 역(Örs vezér tere), 10.3km (11개 역, 1970년 개통)
- 3호선 (파랑): 우이페슈트쾨즈폰트 역(Újpest-Központ) ~ 쾨바녀키슈페슈트 역(Kőbánya-Kispest), 16.4km (20개 역, 1976년 개통)
- 4호선 (초록): 켈렌푈드 (Kelenföld) 역 ~ 동역(Keleti pályaudvar), 7.4km (10개역, 2014년 개통)

## 이용 방법

### 일반 정보
지하철 각호선은 1호선·2호선·3호선이 집중하는 데아크페렌츠광장역에서 접속하고 있는 것에 더해서, 4호선과 2호선이 동역에서, 4호선과 3호선이 칼빈광장역(Kálvin tér)에서 접속한다. 승차권은 에스컬레이터에 오르기 전에 입구의 오렌지색의 각인기에 타각하여, 유효화할 필요가 있다. 그 승차권을 지하철역을 나올 때까지 소지하고 있어야 한다. 타각기에 타각하면, 역 정보와 함께 날짜와 시간이 권면에 인쇄된다. 담당자가 승차권을 수시로 검사한다. 담당자는 역의 에스컬레이터 부근에 있는 경우가 많으나, 지하철 구내에서는 어디에서라도 검사를 받게 될 가능성이 있다. 승차권이나 정기권은 담당자의 요구가 있으면 제시할 필요가 있다. 담당자는 파랑 완장과 신분증명서를 가지고 있으나, 실제로 검사를 시작할 때까지 숨겨진 경우도 있다. 검사는 빈번하게 있고, 유효한 승차권을 소지하지 아니한 경우, 외국인도 벌금의 대상이 된다.

## 사진

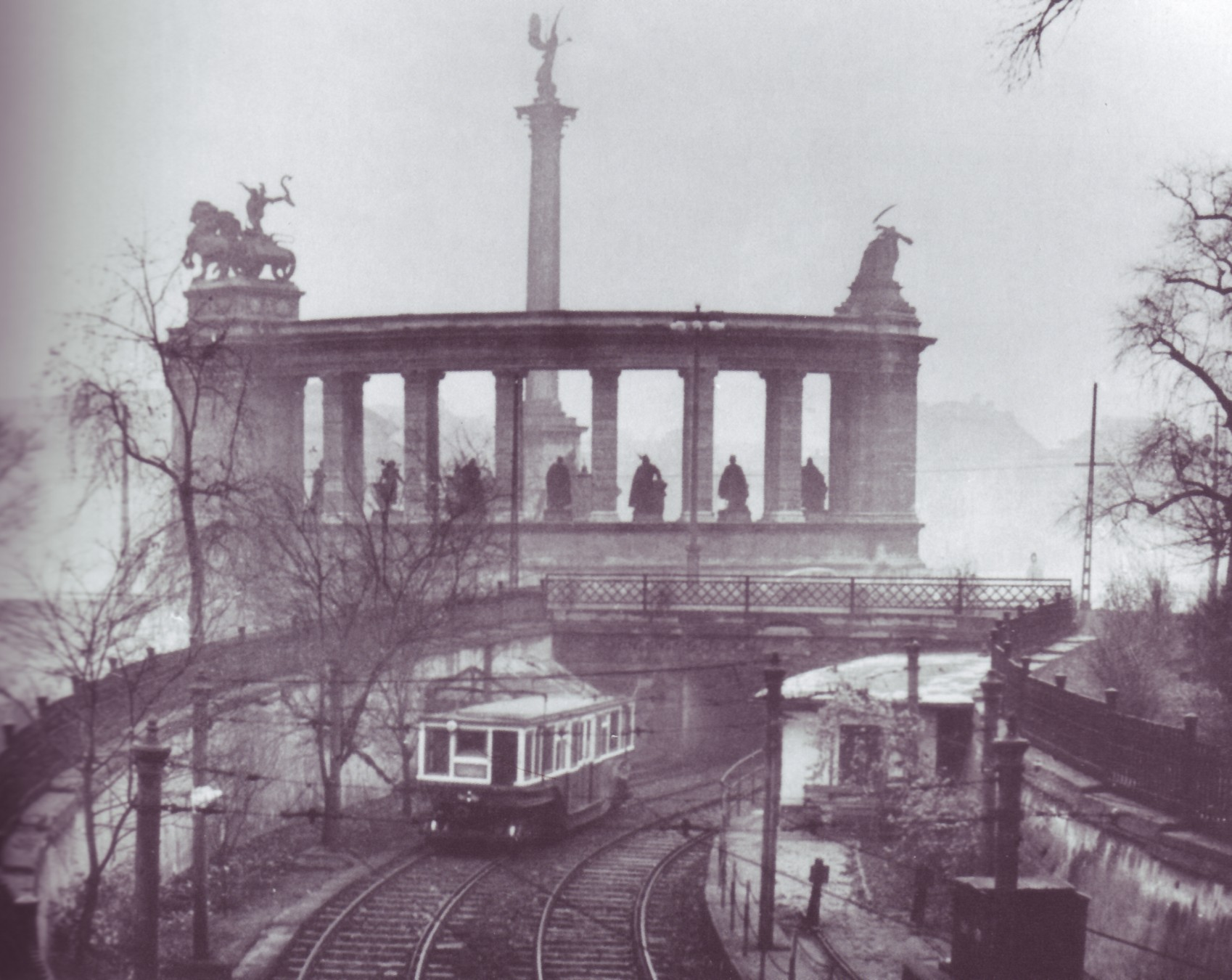
부다페스트 지하철 1호선 전동차가 영웅 광장을 통과하는 전동차
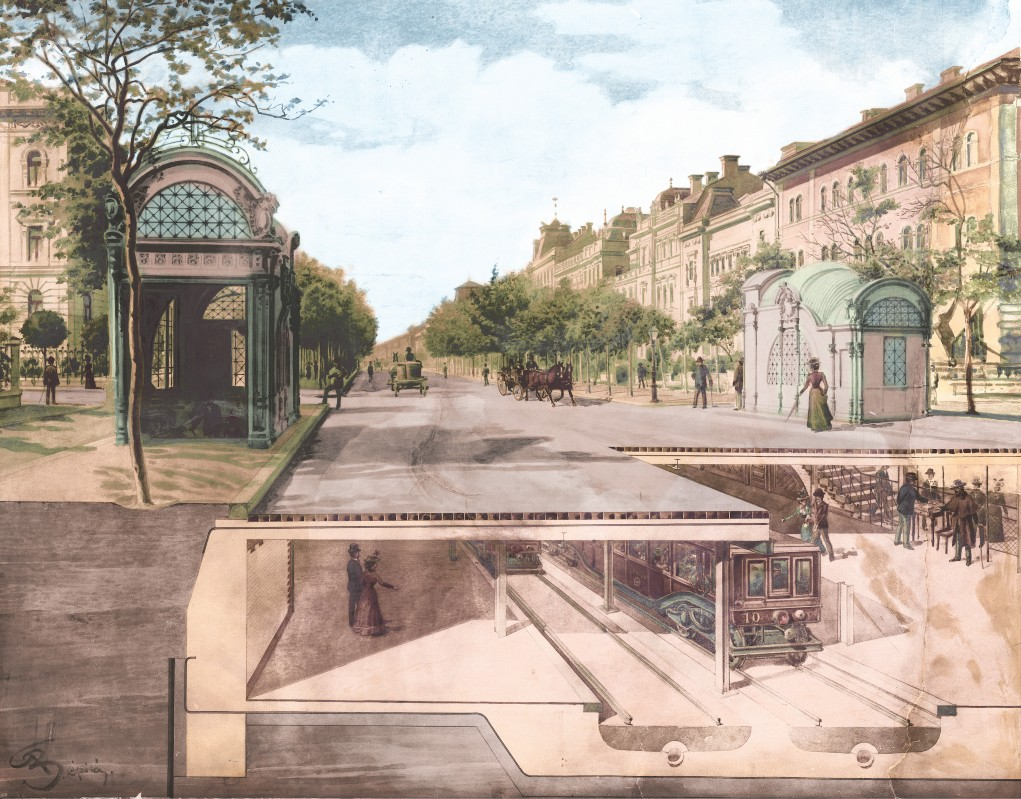
언드라시 대로를 달리고 있는 전동차

## 같이 보기
- 지하철 목록